# Kohei Yamamichi
Kohei Yamamichi (山道 高平 Yamamichi Kōhei?, nacido el 11 de mayo de 1980 en Nagoya, Aichi) es un exfutbolista japonés. Jugaba de defensa y su último club fue el Banditonce Kobe de Japón.

## Trayectoria

### Clubes
| Club                 | País  | Año         |
| -------------------- | ----- | ----------- |
| Nagoya Grampus Eight | Japón | 1999 - 2000 |
| Sagan Tosu           | Japón | 2001 - 2005 |
| Banditonce Kobe      | Japón | 2006 - 2007 |

## Palmarés

### Títulos nacionales
| Título             | Club                 | País  | Año  |
| ------------------ | -------------------- | ----- | ---- |
| Copa del Emperador | Nagoya Grampus Eight | Japón | 1999 |